# Trójwymiarowa elektryczna tomografia pojemnościowa

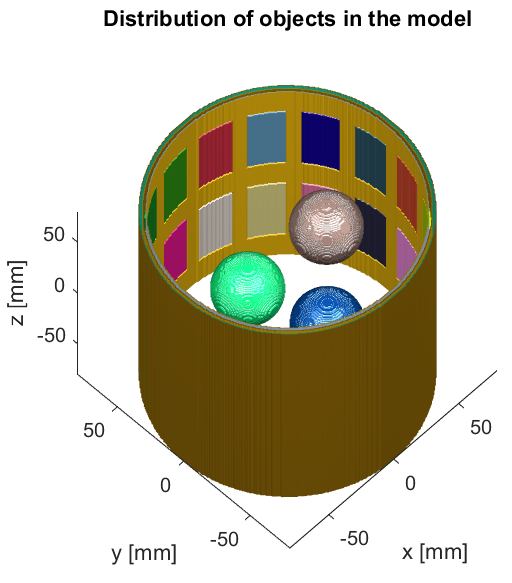
Model numeryczny 3D sensora tomograficznego z trzema obiektami w środku

Trójwymiarowa elektryczna tomografia pojemnościowa (ang. Three-dimensional electrical capacitance tomography – 3D ECT) – nieinwazyjna technologia obrazowania 3D stosowana głównie w przepływach wielofazowych. Została zaproponowana na początku XXI wieku jako rozszerzenie konwencjonalnej dwuwymiarowej elektrycznej tomografii pojemnościowej (ECT). W konwencjonalnej tomografii pojemnościowej elektrody powierzchniowe rozmieszczone są wokół badanej powierzchni. Zmierzona pojemność pomiędzy elektrodami służy do rekonstrukcji obrazów 2D rozkładu przenikalności elektrycznej materiału. Ponieważ wymagane jest, aby elektrody miały długość rzędu przekroju sensora, 2D ECT nie zapewnia wymaganej rozdzielczości w wymiarze osiowym. W tomografii 3D dane są zbierane z wielu pierścieni elektrod rozmieszonych jeden zad drugim, a algorytm rekonstrukcji bezpośrednio generuje trójwymiarowy obraz z całej objętości sensora.

## Systemy Akwizycji danych w 3D ECT

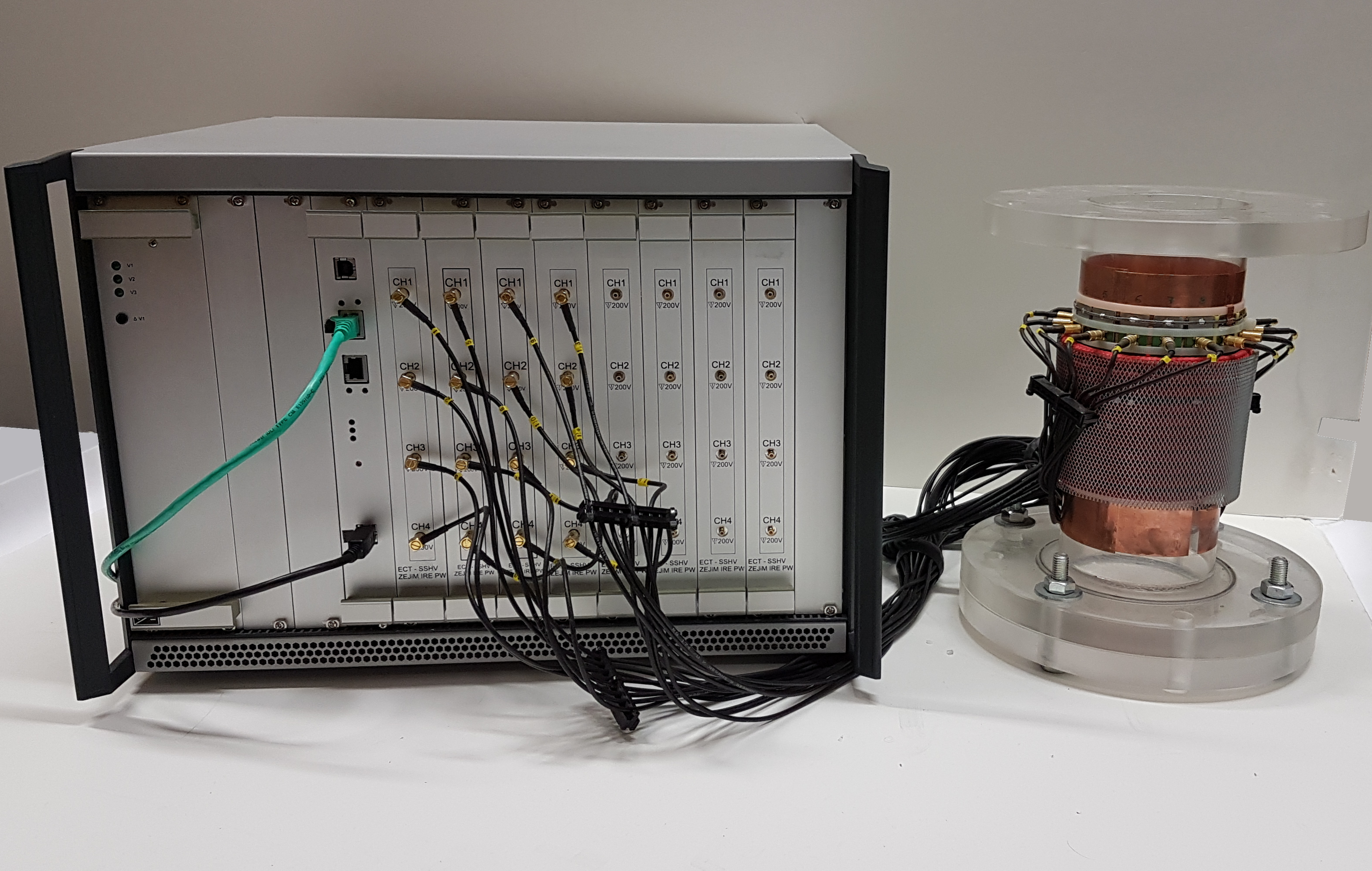
System pomiarowy – Tomograf pojemnościowy z podłączoną 16-elektrodową sondą

Tomograficzny system pomiarowy 3D ECT składa się z elektrod, układów akwizycji danych oraz komputera sterującego pomiarem i przetwarzającego dane. Ze względu na bezkontaktowe działanie ECT jest metodą nieinwazyjną. Pomiar, wymaga wstępnej kalibracji, aby zniwelować efekty pojemności pasożytniczej i określić różnice między niezależnymi układami pomiarowymi. Podczas wielokanałowej sekwencji pomiarowej jedna elektroda jest pobudzana źródłem napięcia zmiennego w quasi-elektrostatycznym reżimie, zwykle poniżej 10 MHz (tzw. metoda AC) lub sygnałem prostokątnym, zwykle trwającym kilkanaście mikrosekund (metoda impulsowa), podczas gdy pozostałe elektrody są umieszczone na potencjale ziemi i służą do pomiaru wynikowego prądu. Ten proces jest powtarzany dla wszystkich możliwych par elektrod. W rezultacie, dla systemów 3D ECT z N liczbą kanałów pomiarowych, liczba niezależnych pomiarów jest równa N(N-1)/2. Proces ten jest zwykle automatyzowany przez układy akwizycji danych. Czas trwania jednego pełnego cyklu pomiarowego może się różnić w zależności od częstotliwości pracy i liczby kanałów pomiarowych, ale zwykle możliwe jest osiągnięcie nawet kilkuset obrazów na sekundę.

## Metody rekonstrukcji obrazu w 3D ECT

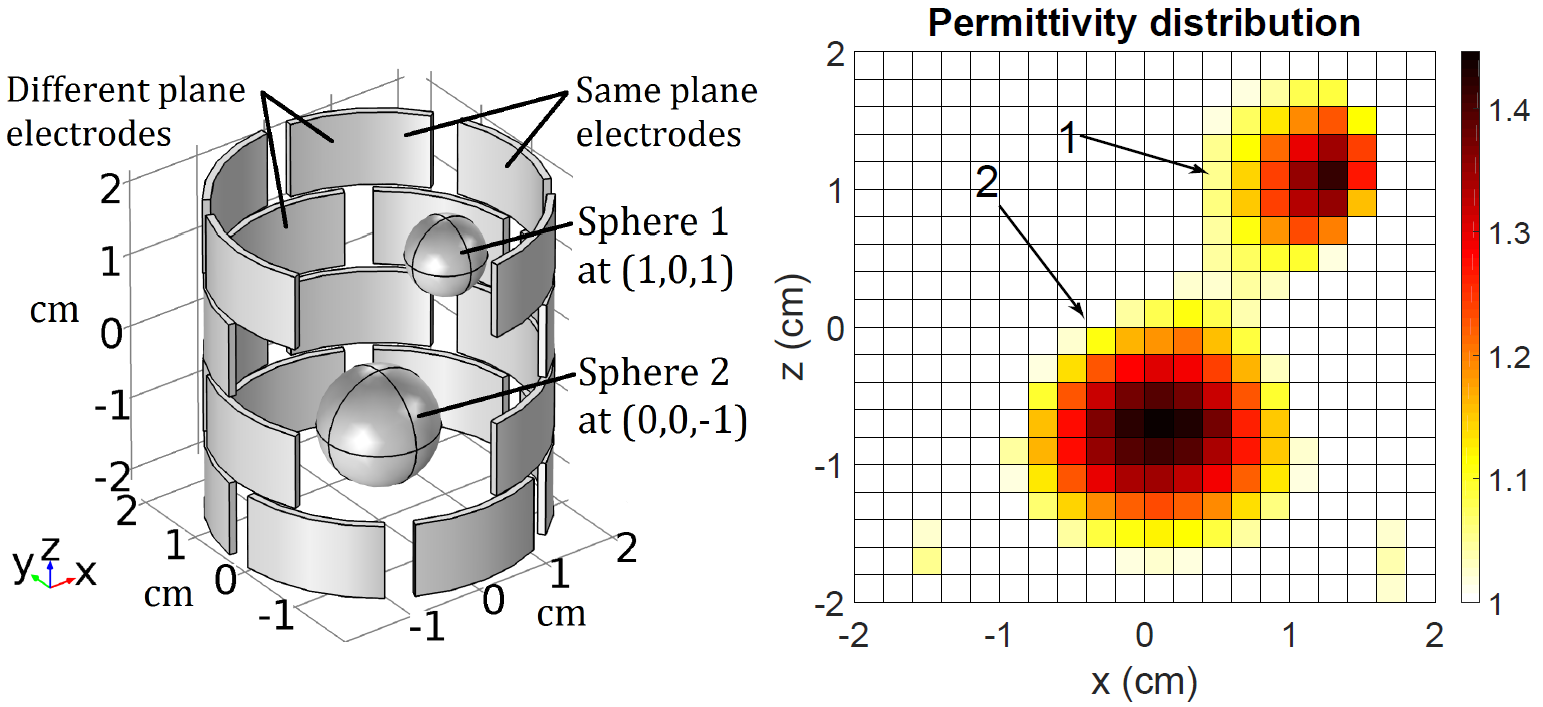
Rekonstrukcja obrazu w 3D ECT: (a) sonda tomograficzna z czterema pierścieniami elektrod z obiektem testowym w środku, składającym się z dwóch sfer o przenikalności ; (b) rozkład przenikalności elektrycznej zrekonstruowany za pomocą iteracyjnej metody Landwebera

Rekonstrukcja trójwymiarowego obrazu w 3D ECT polega na rozwiązywaniu tak zwanego problemu odwrotnego, czyli wyznaczaniu objętościowego rozkładu przenikalności elektrycznej w badanej przestrzeni na podstawie pomiarów pojemności wzajemnych elektrod sensora tomograficznego.
Nieliniowa natura rozkładu pola elektrycznego stanowi wyzwanie dla rekonstrukcji obrazów 2D i 3D, czyniąc metody rekonstrukcji aktywnym obszarem badań w celu uzyskania lepszej jakości obrazów. Tradycyjnie, problem odwrotny jest upraszczany poprzez liniową aproksymację (nieliniowego) związku między mierzoną pojemnością, a przenikalności materiału, jednak aproksymacja jest poprawna tylko przy małych kontrastach przenikalności. Liniowe metody rekonstrukcji obrazów w ECT można podzielić na iteracyjne i nieiteracyjne (jednokrokowe). 
Przykłady metod nieiteracyjnych to liniowa projekcja wsteczna (LBP) i pseudoodwrotność Moora-Penrosa. Algorytmy te są stosunkowo tanie obliczeniowo; jednak uzyskiwane obrazy są mniej dokładne i pozbawione informacji ilościowej. 
Przykłady iteracyjnych algorytmów rekonstrukcji używanych w 3D ECT to metoda Newtona-Raphsona, iteracyjna metoda Landwebera i metoda najszybszego spadku. Podobnie jak metody jednokrokowe, algorytmy te również używają zlinearyzowanej macierzy wrażliwości dla projekcji, aby uzyskać rozkład przenikalności wewnątrz domeny. Metody iteracyjne oparte na projekcji zwykle zapewniają lepsze obrazy niż algorytmy nieiteracyjne, lecz wymagają większych zasobów obliczeniowych. 